# Borj-e Ma‘ād
Borj-e Ma‘ād (persiska: باقریه, Bāqerīyeh-ye Bālā, Bāqerīyeh, برج معاد, باقریه بالا) är en ort i Iran.   Den ligger i provinsen Kerman, i den sydöstra delen av landet, 1 000 km sydost om huvudstaden Teheran. Borj-e Ma‘ād ligger 763 meter över havet och antalet invånare är 493.
Terrängen runt Borj-e Ma‘ād är platt. Runt Borj-e Ma‘ād är det glesbefolkat, med 14 invånare per kvadratkilometer. Närmaste större samhälle är Fahraj, 14,4 km nordost om Borj-e Ma‘ād. Trakten runt Borj-e Ma‘ād är ofruktbar med lite eller ingen växtlighet.